# Arteriopatia obliterante periferica
L'arteriopatia obliterante periferica o malattia occlusiva delle arterie periferiche, nota anche come arteriopatia ostruttiva cronica periferica (AOCP) è una condizione medica in cui vi è una lesione ostruttiva localizzata a valle delle arterie renali, con ipoperfusione degli arti inferiori. L'eziologia è nella grande maggioranza dei casi di natura aterosclerotica. Si determina una ischemia (mancanza di sangue) acuta o cronica.
La mortalità è alta (3 volte quella di una popolazione di controllo appaiata per età) e alta è l'incidenza di eventi acuti cardio-vascolari.
In passato era chiamata anche "malattia delle vetrine", in quanto i sintomi inducevano chi ne era affetto a fermarsi più frequentemente durante le passeggiate, spesso guardando le vetrine dei negozi.

## Classificazione
Attualmente vengono utilizzate due classificazioni diverse quella di Leriche-Fontaine e quella di Rutherford.
Secondo la classificazione di Leriche-Fontaine è possibile classificare la patologia in 4 stadi:
- Stadio I: asintomatica, si ha quando ci sono molti circoli collaterali oppure la stenosi non è significativa (restringimento del lume dell'arteria dovuto all'arteriosclerosi). I sintomi possono comparire con sforzi intensi che il paziente, specie anziano, nemmeno compie abitualmente.
- Stadio II (si divide nei seguenti sotto-stadi):
  - IIA claudicatio intermittens lieve (oltre 200 metri),
  - IIB moderata (meno di 200 metri),
- Stadio III: dolore a riposo, si ha quando anche i circoli collaterali non sostengono il circolo neppure in condizioni di riposo. Evolve verso il IV Stadio se non trattata. Qui inizia la condizione chiamata Ischemia Critica.
- Stadio IV: gangrena, si ha morte per necrosi del tessuto dell'arto. La necrosi può essere umida, secca (in genere, con tessuto nero), o gassosa (se batteri anaerobi colonizzano).

Invece secondo la classificazione di Rutherford è possibile classificare la patologia in 7 gradi:
- Grado 0: Asintomatico, scoperto casualmente tramite Eco-color-doppler.
- Grado 1: Presenta una claudicatio intermittens superiore a 200 metri con un tempo di recupero inferiore a 2 minuti, inoltre è presente una discrepanza fra richiesta e fornitura di ossigeno.
- Grado 2: Presenta una claudicatio intermittens inferiore a 200 metri con un tempo di recupero inferiore a 2 minuti, inoltre è presente una discrepanza elevata fra richiesta e fornitura di ossigeno.
- Grado 3: Presenta una claudicatio intermittens inferiore a 100 metri con un tempo di recupero inferiore a 2 minuti, inoltre è presente una discrepanza molto elevata fra richiesta e fornitura di ossigeno, con comparsa di acidosi.
- Grado 4: Dolore a riposo, ipossia cutanea dell'arto e acidosi.
- Grado 5: Necrosi delle parti distali dell'arto, con una severa ipossia, acidosi e alto rischio di infezioni anche opportunistiche; questo stadio richiede una amputazione minore.
- Grado 6: Gangrena dell'arto, severa ipossia, acidosi e molto probabile infezione; solitamente è richiesta una amputazione maggiore.

## Diagnosi
La diagnosi si effettua grazie all'anamnesi, in cui il paziente racconta i sintomi (dolore da sforzo, difficoltà guarigione ferite) e all'esame obiettivo. All'esame obiettivo i polsi dell'arto interessato sono deboli o assenti nel caso in cui funzionino solo i circoli collaterali.
Il paziente PAD richiede la definizione dell'Intervallo Libero di Marcia e dell'ABI che permettono di monitorare l'evoluzione o la stabilità distrettuale della malattia
Richiede anche un inquadramento della malattia aterosclerotica generale (Ecodoppler TSA, valutazionecardiaca, ricerca prima clinica ed ev strumentale di aneurisma aortico, funzionalità renale e rilievo FR).
Approfondimenti diagnostici distrettuali sono da farsi solo se è raccomandato l'intervento, ovvero in caso di:
- indicazioni assolute: sempre in stadio II serrato e III-IV, se c'è trombosi aorta addominale, stenosi del circolo collaterale
- relative: pazienti giovani che non rispondano alla fase medica e che presentino

In questi casi si fa l'approfondimento diagnostico ovvero una angiografia.

## Trattamento
Si possono intraprendere diversi approcci terapeutici, in relazione alla gravità della PAD:
- Area medica:
  - Prevenzione (anche attraverso diffusione del recente (2014) FeeTest[collegamento interrotto]) e prevenzione dell'evoluzione tramite corrette abitudini di vita (innanzitutto eliminazione del fumo e controllo di un eventuale diabete);
  - Associare Esercizio fisico controllato;
  - Associare Terapia antiaggregante.
- Mediante intervento chirurgico a cielo aperto:
  - Bypass aortofemorale, femorofemorale, femorodistale;
  - Endoarteriectomia;
  - Amputazione dell'arto nello stadio IV di Leriche-Fonteine o 5-6 di Rutherford.
- Mediante procedura endovascolare, questa procedura non è sempre possibile:
  - Inserimento di uno stent;
  - Angioplastica.